# Liste der Werbelokomotiven der Schweizerischen Bundesbahnen
Die SBB besitzen eine grosse Bandbreite an Fahrzeugen mit Werbe-Farbgebungen. Vor 1994 gab es nur vereinzelte Loks oder Wagen in anderer Farbgebung als den Standardfarben; dies änderte sich jedoch, als die ersten Re 460 Werbelackierungen erhielten. Auch verschiedene andere Fahrzeuge erhielten Werbeanstriche, so beispielsweise Re 420 oder Re 450.

## Re 420

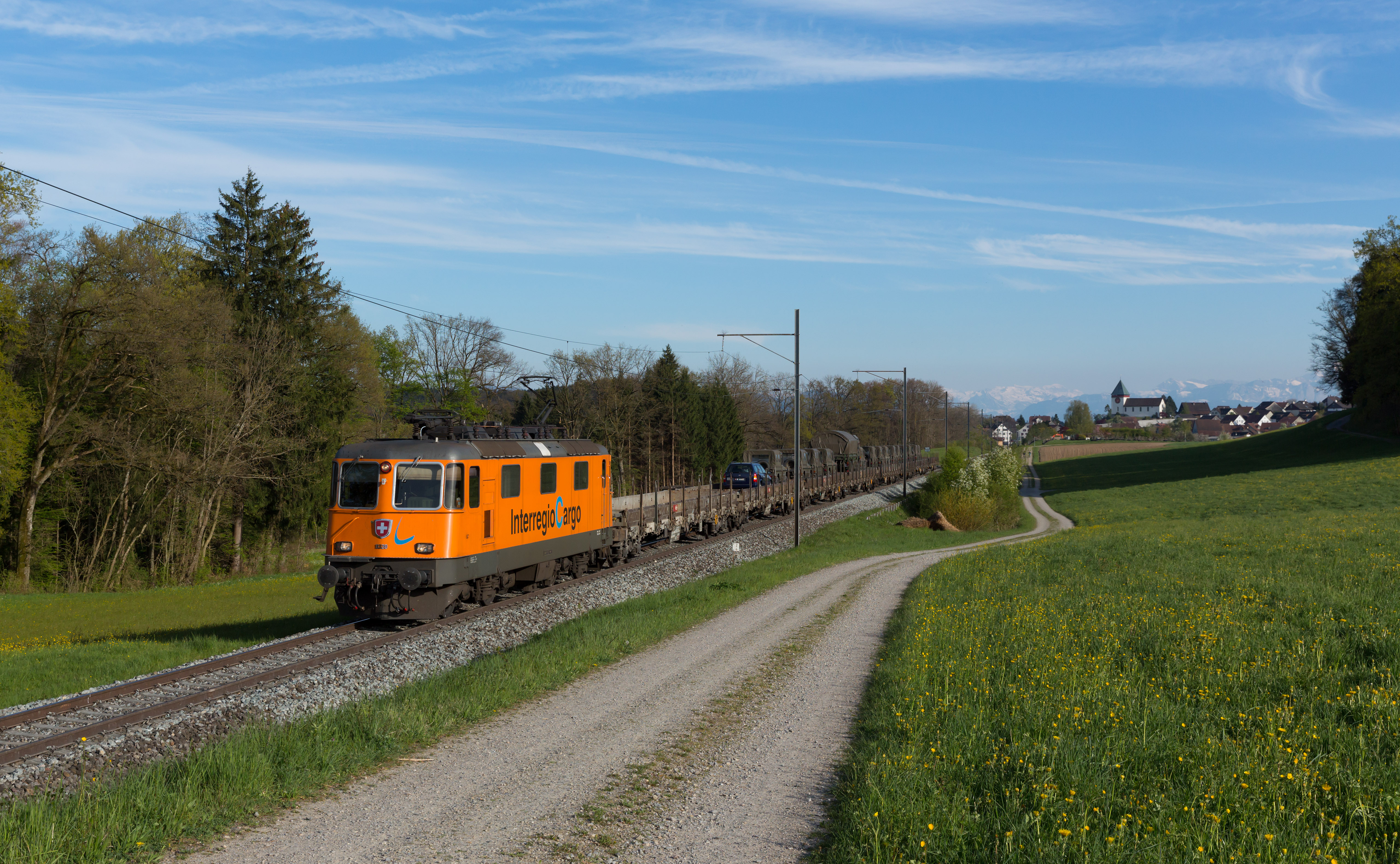
Re 420 11320 «InterregioCargo» mit Militärzug

Von der Re 420 (Re 4/4II) gab es aufgrund ihrer grossen Bandbreite an Einsätzen verschiedene Farbgebungen, z. B. passend zu Swiss-Express- oder TEE-Wagenmaterial, Grün und Rot (zeitweise auch gemischt, z. B. Grün mit roter Klimaanlage), oder Rot mit blau/weissem SBB-Cargo-Schriftzug. Dies waren allerdings alles SBB-eigene Farbgebungen, diese Loks daher keine «Werbeloks» im eigentlichen Sinne. Werbeloks gab es nur wenige.
Ein Sonderfall ist die RTS Lokomotive 420 320. Diese wurde eigentlich langfristig von der SBB Cargo an die Rail Traction Services (RTS) vermietet und erhielt von dieser einen Eigenwerbungsanstrich. Diese Lokomotive wurde aber nach Konkurs der Firma RTS nicht umgespritzt und behält vorläufig ihren orangen Anstrich (voraussichtlich für 2–3 Jahre).
| Fahrzeugnummer | Farbvarianten                                            | Bilder |
| -------------- | -------------------------------------------------------- | ------ |
| 11181          | Zugkraft Aargau, Rot                                     | 1      |
| 11228          | SBB-Reisebüro Kuoni, Rot                                 | 1      |
| 11238          | 75 Jahre SEV, Rot                                        |        |
| 11320          | Interregio Cargo (ex Rail Traction Services)             |        |
| 11322          | 2 Jahres-Halbtax-Abo, Rot                                | 1      |
| 420 160        | Frankfurt / Mailand zum Eco-Preis, Cargo                 |        |
| 420 243        | Swisspass, Wartung mit Durchblick                        | 2      |
| 420 250        | Jetzt die Schweiz entdecken, Rot, Wartung mit Durchblick |        |
| 420 251        | 175 Jahre Schweizer Bahnen                               | 1      |
| 420 252        | Swisspass, Wartung mit Durchblick                        |        |
| 420 254        | Jetzt die Schweiz entdecken, Rot, Wartung mit Durchblick |        |
| 420 256        | Jetzt die Schweiz entdecken, Rot, Wartung mit Durchblick |        |
| 420 257        | Nachhaltige Entsorgung                                   | 1      |
| 420 262        | Frankfurt / Mailand zum Eco-Preis, Cargo                 | 1      |
| 420 268        | Gottardo 2016, Cargo                                     | 1      |
| 420 270        | Jetzt die Schweiz entdecken, Cargo                       |        |
| 420 276        | Profitieren mit der Spartageskarte, Cargo                |        |
| 420 294        | 100 Jahre Circus Knie                                    | 1      |
| 420 307        | Profitieren mit der Spartageskarte, Cargo                | 1      |
| 420 310        | Frankfurt / Mailand zum Eco-Preis, Cargo                 | 1      |
| 420 344        | Profitieren mit der Spartageskarte, Cargo                |        |
| 420 345        | Swisspass, Wartung mit Durchblick                        | 1 2    |
| 420 346        | Frankfurt / Mailand zum Eco-Preis, Cargo                 |        |
| 420 347        | Profitieren mit der Spartageskarte, Cargo                |        |

## Re 421
| Fahrzeugnummer | Farbvarianten            | Bilder |
| -------------- | ------------------------ | ------ |
| 421 371        | Zürich – München in 3,5h | 1      |
| 421 379        | Zürich – München in 3,5h | 1      |
| 421 383        | Zürich – München in 3,5h | 1      |
| 421 392        | Zürich – München in 3,5h | 1      |
| 421 394        | Zürich – München in 3,5h | 1      |

## Re 450

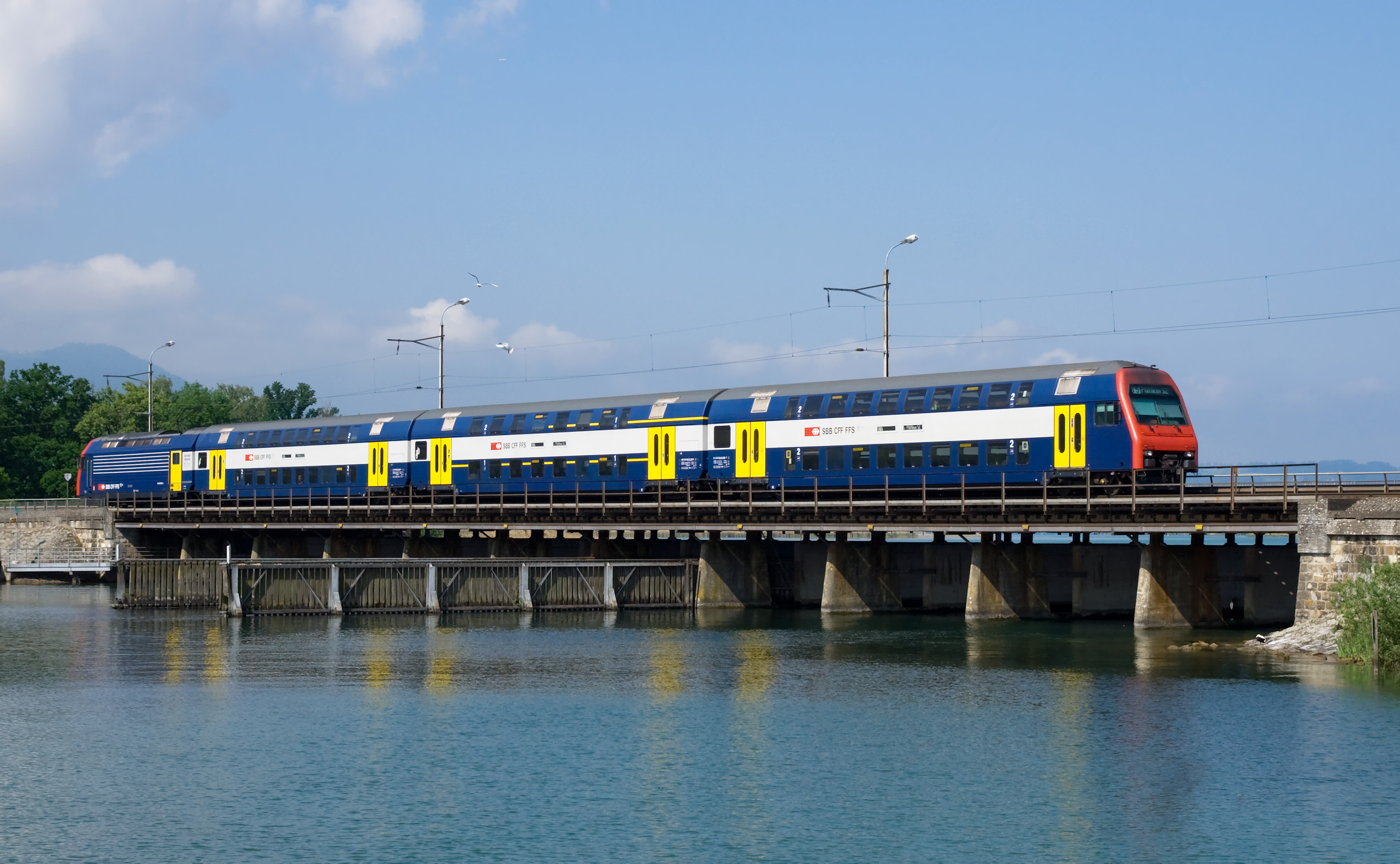
Doppelstock-Pendelzug in ursprünglicher Farbgebung

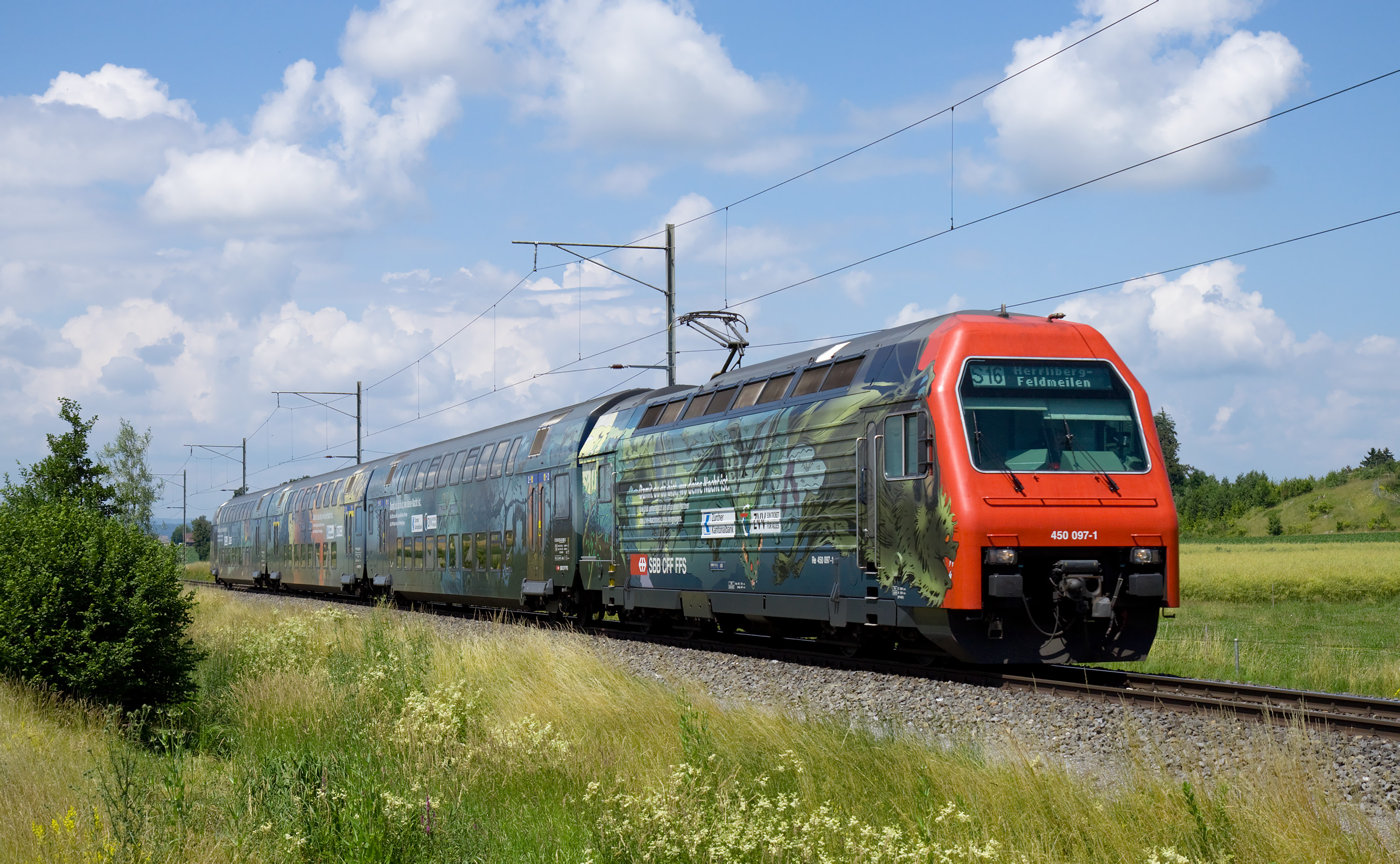
DPZ mit Werbung für das Nachtnetz

Die Re 450-Doppelstockzüge der Zürcher S-Bahn trugen ursprünglich alle ein blaues Farbkleid mit weissem Streifen, roter Front und gelben Türen. Neben dem Farbschema-Wechsel zu roten (Doppelstock-Waggons) bzw. blauen (Re 450) Türen gab es verschiedene Sondervarianten der Re 450, die für entspanntes Pendeln warben, sowie zwei Züge, welche eine komplette Werbefarbgebung erhielten.
| Fahrzeugnummer | Farbvarianten                                               | Bilder |
| -------------- | ----------------------------------------------------------- | ------ |
| 450 016        | ZKB Scherenschnitt, ZKB «Zäme Züri», normalisiert           | 1 2    |
| 450 021        | ZKB Nachtnetz, normalisiert                                 | 1      |
| 450 026        | 25 Jahre ZVV, normalisiert                                  |        |
| 450 045        | 25 Jahre ZVV, normalisiert                                  |        |
| 450 060        | 100 Jahre Berninabahn, ZVV-Werbung (SBB, ZSG), normalisiert | 1 2    |
| 450 097        | ZKB Nachtnetz, normalisiert                                 | 1      |

## Re 460

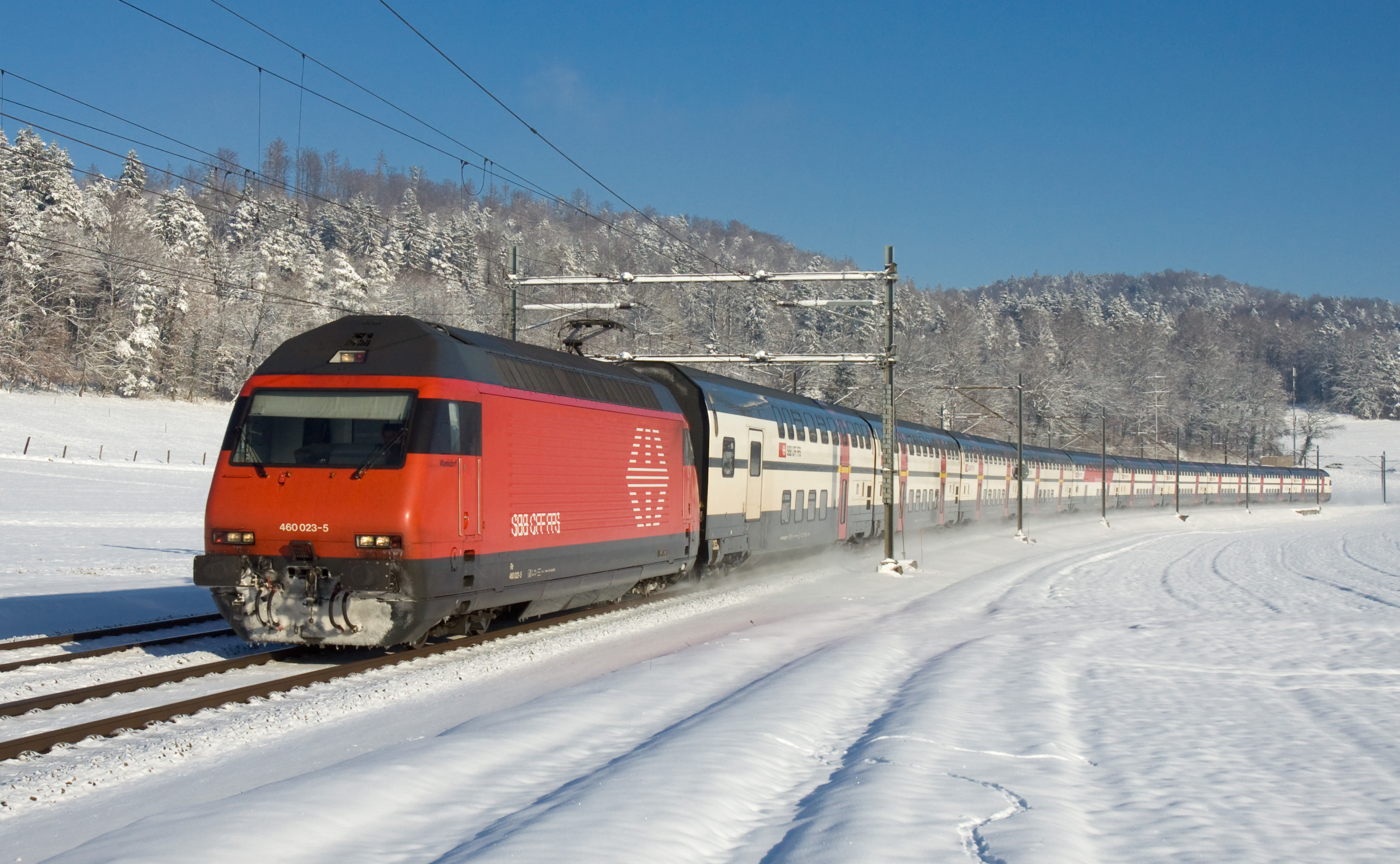
Re 460 in ursprünglicher Farbgebung ohne Schriftzug «2000»

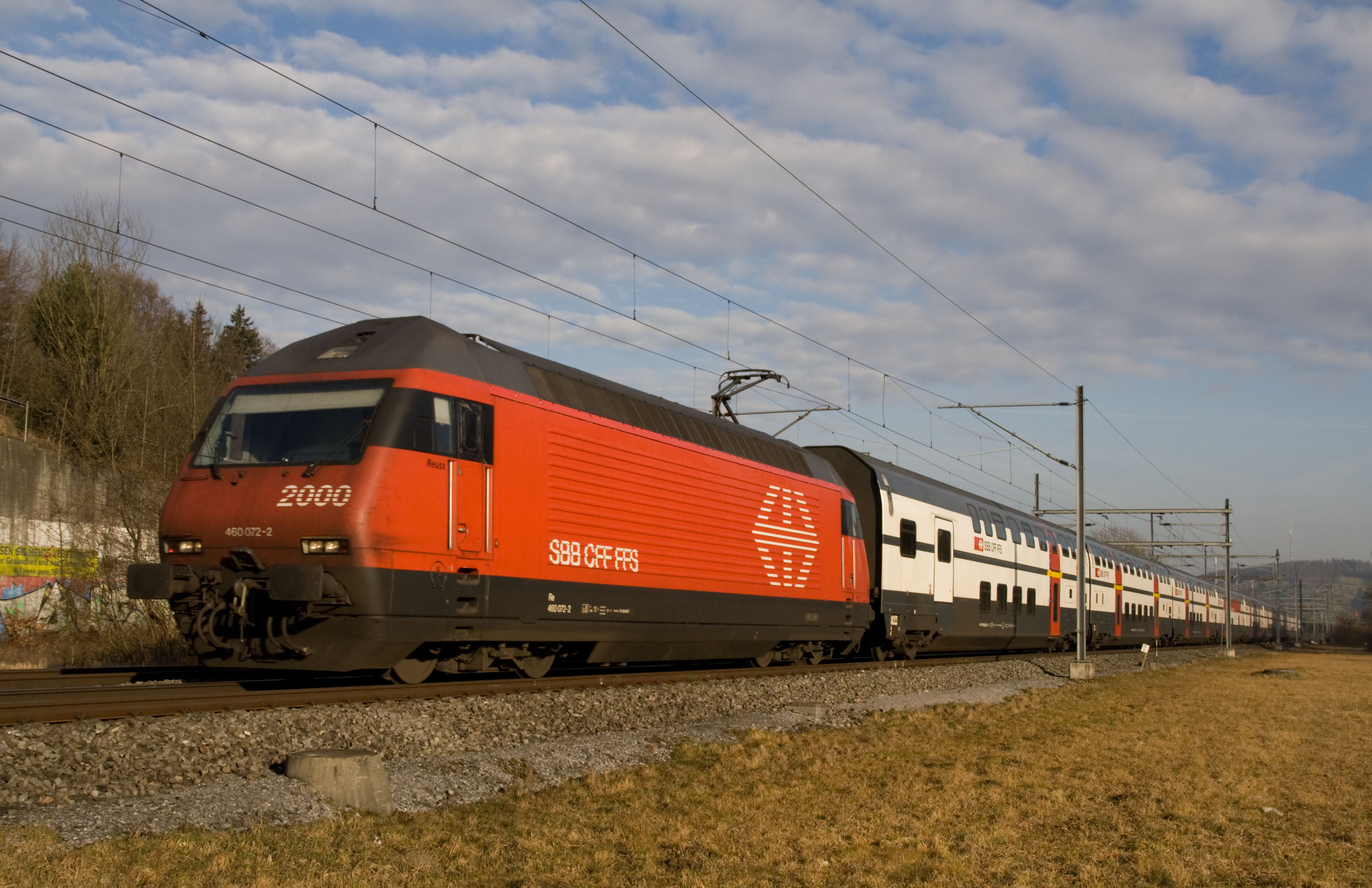
Re 460 in ursprünglicher Farbgebung mit Schriftzug «2000»

Die ursprüngliche Farbgebung aller SBB Re 460 war Rot mit einem weissen SBB-Signet auf der Seitenwand und dem Schriftzug «2000» auf der Front. Heute verkehren alle Re 460 in roter Farbgebung nicht mehr mit dem Schriftzug «2000». Bei diesen ist die Front ohne Aufschrift. Einige Lokomotiven erhielten später andere Farbgebungen; diese sind hier aufgelistet. Der letzte Eintrag entspricht jeweils dem heutigen Farbschema. Zur besseren Übersicht sind aktuelle Werbeloks farbig hinterlegt.
| Fahrzeugnummer | Farbvarianten | Bilder |
| -------------- | --- | ------ |
| 460 001        | Fiat Panda, Rot, 25 Jahre Coop Naturaplan, Rot | 1 2    |
| 460 002        | Klima, Rot | 1      |
| 460 003        | Nationale Suisse, Rot |        |
| 460 005        | SBB-Jubiläum 1902–2002, RailAway I, Rot, Thales II, Rot | 1 2 3  |
| 460 006        | 100 Jahre Postauto, Rot |        |
| 460 007        | AMAG-Gruppe, Rot, 125 Jahre Vaudoise Versicherung, Rot | 2      |
| 460 008        | Rutschi Werberlok, 150 Jahre ETH Zürich, Rot | 1 2    |
| 460 010        | Schweiz Tourismus IV | 1      |
| 460 011        | Glas Trösch | 1      |
| 460 012        | Radio RSR/DRS, Rot, Thales Group, Rot | 2      |
| 460 013        | Lumimart, Microsoft, Rot | 2      |
| 460 014        | HCB, Rot, FinöV D/F, Rot, Air 14 Payerne, Rot | 3      |
| 460 015        | Agfa, Télévision Suisse Romande, DRS 3, Rot, Euro 2008, Rot | 3 4    |
| 460 016        | Ciba weiss, Ciba blau, Adtranz, Rot, FinöV D/F, Rot, SBB New Look (Versuchsanstrich), Rot | 5      |
| 460 017        | Märklin: Heizerlok, Märklin: Alpaufzug, Rot |        |
| 460 018        | Danzas, Pepsi, Mobility CarSharing I, SF DRS I, Rot |        |
| 460 019        | Miele, Rot, Swisspool, Swisscom: Schulen ans Internet, Rot, Verkehrshaus III, Rot, 175 Jahre Schweizer Bahnen, Rot | 3 5 6  |
| 460 020        | Tilsiter, SRG SSR idée suisse, Rot | 2      |
| 460 021        | Milch: Lovely, Kambly I, Kambly II, Rot, 2316 Lokführer, Rot | 3 4    |
| 460 022        | 100 Jahre Touring Club Schweiz, Rot, FinöV D/I, Rot |        |
| 460 023        | Zürich Relax: Altes Logo, Zürich Relax: Neues Logo, Rot, HEV Schweiz, Rot | 3      |
| 460 024        | Zugkraft Aargau II, Rot | 1      |
| 460 025        | Die Schweiz ist Europameister im Zugfahren, Rot | 1      |
| 460 026        | Lötschberg-Basistunnel, Rot | 1      |
| 460 028        | Western Union III, Zugbegleiter, Rot | 1 2    |
| 460 029        | Chiquita Bananen, Rot | 1      |
| 460 031        | Mobil Bonus, Rot, Ceneri-Basistunnel, Rot | 1 2    |
| 460 032        | SF DRS II, Rot |        |
| 460 033        | Ascom, Rot, Space Dream Saga 1, Märklin Swiss Collection 2000: Musikdose, Märklin Swiss Collection 2001: Tunnelbohrmaschine, Märklin Swiss Collection 2002: Eisenbahnermütze, Märklin Swiss Collection 2003: Messgeräte, Rot |        |
| 460 034        | Zugkraft Aargau I mit Sponsoren, Zugkraft Aargau I ohne Sponsoren, Rot | 2      |
| 460 035        | SBB/CFF D/F, Rot, Helvetia Versicherung, Rot (nach Unfall-Reparatur) | 2      |
| 460 036        | SBB/FFS D/I, Rot, Schweiz Tourismus III, Rot, Welcome to Japan, Rot | 2 3    |
| 460 037        | Ajax, SEV, Post, Golden Arch Hotel, Rot, Lattesso | 4 5    |
| 460 038        | Skandia, stratego, Rot | 2      |
| 460 040        | Ibara, Rot |        |
| 460 041        | SRK, Rot, Coop Tatendrang, Rot | 1 3    |
| 460 042        | Märklin Swiss Collection 1999: Krokodilantrieb, Western Union II, Rot | 2      |
| 460 044        | Euro 2008 II, Rot, Mondaine / Gottardo 2016, Rot | 1 2    |
| 460 046        | Lokpersonal | 1      |
| 460 048        | RailAway III, Rot | 1      |
| 460 050        | RailAway II, Rot | 1      |
| 460 051        | 166 Operating Center, Rot | 1      |
| 460 052        | 125 Jahre ABB / Gottardo 2016, Rot | 1      |
| 460 053        | Login, Rot | 1      |
| 460 056        | SF DRS 1, Pro Infirmis, Rot | 2      |
| 460 058        | 100 Jahre Circus Knie, Rot | 1      |
| 460 061        | Schindler | 1      |
| 460 062        | Reka Rail I, Rot | 1      |
| 460 063        | easyJet, Rot | 1      |
| 460 065        | Euro 2008 I, Rot, Coop «Pro Montagna», Rot | 1      |
| 460 070        | Post, Aroma-Cafés, Rot | 2      |
| 460 071        | VetroSwiss, Rot, Helvetia, Rot | 1 2    |
| 460 072        | Locarno Film Festival, Rot | 1      |
| 460 073        | RTSI I, RTSI II, DRS 1, Rot | 3      |
| 460 074        | SBB/FFS Cargo: Wer hat die meisten Anhänger?, Space Dream Saga 2, Rot | 2      |
| 460 075        | AlpTransit Gotthard II, Rot, Léman 2030, Rot | 1 2    |
| 460 076        | SBB: Freizeit, Rot, Maurice Lacroix, Rot | 1 2    |
| 460 078        | Schweiz Tourismus I, Schweiz Tourismus II, Rot, Nendaz-4 Vallées, Rot | 2 4    |
| 460 079        | ChemOil, 25 Jahre Verkehrs-Club der Schweiz, Rot, Credit Suisse / Gottardo 2016, Rot | 2 3    |
| 460 080        | Alpenqueren VHS, Neue Perspektiven VHS, Rot, Migros, Rot | 1 2 3  |
| 460 083        | SBB-Cargo-Versuchsanstrich Mintgrün, Post-Jubiläum 1902–2002, Rot, Coop, Rot | 2 4    |
| 460 084        | Jubiläumslok in Chrom für 150 Jahre Schweizer Bahnen, Helvetia, Rentenanstalt Swiss Life, Rot |        |
| 460 085        | Coop / Gottardo 2016, Rot |        |
| 460 086        | TGV Lyria, Rot | 1      |
| 460 087        | Blick, Rot, Reka Rail II (Unfall in Rafz 20. Februar 2015) - Rot (nach Unfall-Reparatur), Lidl Schweiz | 2      |
| 460 090        | Wallis/Lötschbergtunnel, mit neuem Wallis-Tourismus-Logo, Rot | 1 2    |
| 460 093        | Blick, Rot |        |
| 460 094        | Mobility II, Rot | 1      |
| 460 096        | Sion 2002, Rot |        |
| 460 098        | Gottardo 2016, Rot | 1      |
| 460 099        | 100. Lok 2000, Rot, Blick, Rot, Papierfabrik Antalis, Rot, Die Mobiliar / Gottardo 2016, Rot | 2 3 4  |
| 460 100        | Schweizer Fernsehen I, Rot | 1      |
| 460 101        | Magic Ticket, Rot | 1      |
| 460 102        | Stiftung Historisches Erbe der SBB, Rot | 1      |
| 460 105        | Blick, Rot, Verband Schweizer Lokomotivführer und Anwärter, Rot | 2      |
| 460 106        | Maler Express, Rot, 300'000 GA, Rot | 2      |
| 460 107        | Schweizer Fernsehen II, AlpTransit Gotthard III, Rot | 1 2    |
| 460 108        | SLM Neitec, Rot |        |
| 460 112        | Flugzug Swissair, Rot | 1      |
| 460 113        | 100 Jahre SEV, Rot | 1      |
| 460 114        | Western Union II, Securitrans, Rot | 2      |
| 460 118        | AlpTransit Gotthard I, Rot | 1      |